# Bohémond II de Tarsia
Pour les articles homonymes, voir Bohémond.
Bohémond II de Tarsia (né après 1130 - † 1169) est un baron italo-normand du royaume de Sicile.

## Biographie
Issu d'une famille calabraise du Val de Crati, comte de Manoppello et de Tarsia, le comte Bohémond (Comes Boamundus en latin) est le fils supposé et successeur de Bohémond de Tarsia en 1157.
En 1160, il participe au complot des barons normands aboutissant à l'assassinat de Maion de Bari, Emiratus Emiratorum (« Émir des Émirs ») du Regnum, et à la grande révolte baronniale qui suit dans le but de renverser le roi Guillaume le Mauvais (1160/1161).
Soutien du chancelier Étienne du Perche, il accuse Richard de Mandra, un noble proche de la Cour, d'entretenir une relation intime avec la reine Marguerite et de comploter contre Étienne.
Il meurt en 1169 sans postérité mâle; son beau-fils Pierre (Petrus) lui succède.

## Sources
- Hugues Falcand, 2d moitié du XIIe siècle.